# Zaćmienie Słońca z 18 lipca 1860

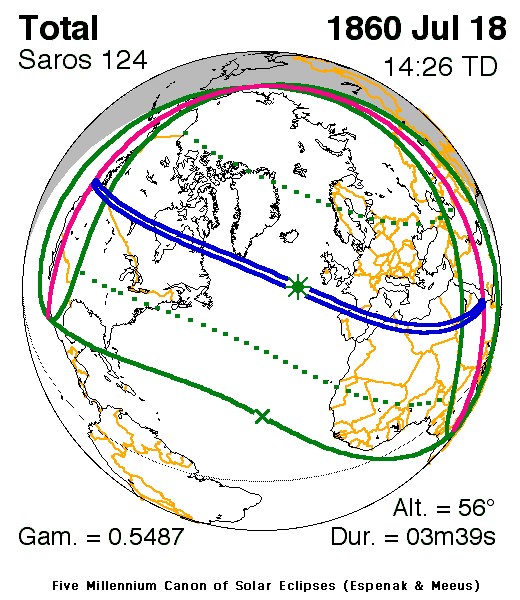
Mapa zaćmienia

Zaćmienie Słońca z 18 lipca 1860 - całkowite zaćmienie Słońca widoczne w pasie od Terytorium Waszyngtonu (dzisiejszy amerykański stan Waszyngton) przez Kolumbię Brytyjską i Ziemię Ruperta (obszar dzisiejszej Kanady), Ocean Atlantycki, Hiszpanię, Algierię Francuską, Królestwo Tunisu aż po Imperium Osmańskie (tereny dzisiejszej Libii i Sudanu). Swoje maksimum zaćmienie osiągnęło na Oceanie Atlantyckim, gdzie faza centralna trwała 3 minuty i 39 sekund. Zaćmienie widoczne było jako częściowe na większości obszaru Ameryki Północnej i Arktyki oraz w całej Europie, w Afryce Zachodniej i na Syberii.
Zaćmienie obserwował w Hiszpanii, w miejscowości Briviesca, m.in. polski astronom Adam Prażmowski, który przeprowadził pomiary polaryzacji światła korony słonecznej.